# Cryptocarya apamifolia
Cryptocarya apamifolia är en lagerväxtart som beskrevs av James Sykes Gamble. Cryptocarya apamifolia ingår i släktet Cryptocarya och familjen lagerväxter. Inga underarter finns listade i Catalogue of Life.